# 無関心
| ウィキペディアには「無関心」という見出しの百科事典記事はありません（タイトルに「無関心」を含むページの一覧/「無関心」で始まるページの一覧）。 代わりにウィクショナリーのページ「無関心」が役に立つかもしれません。 |